# Distrito de Kamiukena (Ehime)

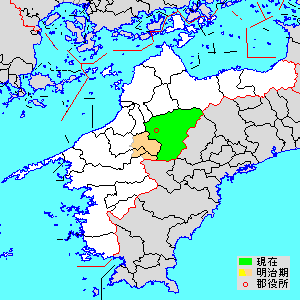
Mapa del Distrito de Kamiukena de la prefectura de Ehime

El distrito de Kamiukena (上浮穴郡 Kami'ukena-gun?) es un distrito (郡 gun?) de la prefectura de Ehime. Tiene una población de 11,222 habitantes y una superficie de 583.66 km² (al 2004).
En la actualidad está conformado por el pueblo Kumakogen.

## Historia
- 1878: Se crea el distrito de Kamiukena por la división del distrito de Ukena (浮穴郡 Ukena-gun?).
- 1900: El 20 de agosto la Villa de Kumamachi (久万町村 Kumamachi-mura?) pasa a ser Pueblo de Kuma.
- 1924: El 11 de febrero el pueblo de Kuma absorbe la villa de Sugo (菅生村 Sugō-mura?).
- 1934: El 1° de enero villa de Somagawa (杣川村 Somagawa-mura?) pasa a denominarse villa de Omogo.
- 1943: El 1° de abril la villa de Odamachi (小田町村 Odamachi-mura?) absorbe la villa de Ishiyama (石山村 Ishiyama-mura?).
- 1943: El 1° de abril la villa de Sokawa (惣川村 Sōkawa-mura?) (hoy en día parte de la ciudad de Seiyo) del actualmente extinto distrito de Higashiuwa absorbe una parte de la villa de Ukena (浮穴村 Ukena-mura?).
- 1943: El 1° de abril una parte de la villa de Ukena, y las villas de Kawabe (河辺村 Kawabe-mura?), Ootani (大谷村 Ootani-mura?) y Uwagawa (宇和川村 Uwagawa-mura?) (las tres del distrito de Kita se fusionan, formando la villa de Hijikawa (肱川村 Hijikawa-mura?) (actualmente forma parte de la ciudad de Oozu) del distrito de Kita.
- 1943: El 1° de septiembre el pueblo de Kuma absorbe la villa de Miojin (明神村 Myōjin-mura?).
- 1955: El 31 de marzo la villa de Yanadani absorbe una parte de la villa de Nakatsu (中津村 Nakatsu-mura?).
- 1955: El 31 de marzo se fusionan las villas de Hirokata (弘形村 Hirokata-mura?) y Shinagawa (仕名川村 Shinagawa-mura?) con parte de la villa de Nakatsu (中津村 Nakatsu-mura?), formando la villa de Mikawa.
- 1955: El 31 de marzo se fusionan las villas de Tado (田渡村 Tado-mura?), Sangawa (参川村 Sangawa-mura?) y Odamachi, formando el pueblo de Oda.
- 1959: El 31 de marzo el pueblo de Kuma absorbe las villas de Kawase (川瀬村 Kawase-mura?), Fujimine (父二峰村 Fujimine-mura?) y parte de la villa de Mikawa.
- 2004: El 1° de agosto se fusionan el pueblo de Kuma y las villas de Mikawa, Omogo y Yanadani, formando el pueblo de Kumakogen.
- 2005: El 1° de enero el pueblo de Uchiko del distrito de Kita absorbe el pueblo de Ikazaki, del mismo distrito, y el pueblo de Oda del distrito de Kamiukena.